# Joaquim Vieira (jornalista)
Joaquim Manuel Prudêncio Vieira (Leiria, 16 de Fevereiro de 1951) é um jornalista português, com atividade mais recente como ensaísta e documentarista.

## Biografia
Filho de um comerciante oposicionista. Em Outubro de 1968 ingressou no Instituto Superior Técnico, tendo frequentado o curso de engenharia de máquinas, mudando depois para engenharia de minas, mas não concluiu a licenciatura. Foi ativista contra a ditadura do Estado Novo (motivo da sua prisão, em 1972, do seu julgamento em Tribunal Plenário, em 1973, de cumprimento de pena de cadeia no Forte de Peniche, até final desse ano, e exílio, no início de 1974). Tornou-se jornalista em finais de 1974, após estudos em Paris, no Centre de Formation et Perfectionnement des Journalistes. No ano seguinte, foi admitido como repórter na RTP, onde permaneceu até ingressar, já em inícios de 1981, no semanário Expresso, de que seria diretor-adjunto, de 1989 a 1993. Depois de uma breve passagem pela revista Visão, voltou à RTP para assumir, entre 1996 e 1998, o cargo de diretor-adjunto para os Programas. Foi diretor da revista Grande Reportagem, em 2004-2005, e provedor do leitor do jornal Público, em 2008-2009.
Além da sua atividade nos jornais e na televisão, é autor de uma obra diversificada, de caráter histórico, político e biográfico. Para o Círculo de Leitores, assinou a coleção em dez volumes Portugal Século XX – Crónica em Imagens e dirigiu uma coleção de 18 fotobiografias (de entre as quais escreveu os volumes sobre Salazar, Marcello Caetano, Almada Negreiros e Joshua Benoliel), assim como os cinco volumes de Crónica de Ouro do Futebol Português.
Mais recentemente, destacou-se como autor de três biografias não oficiais: de Mário Soares, intitulada Mário Soares: uma vida; de Francisco Pinto Balsemão, Francisco Pinto Balsemão – O patrão dos media que foi primeiro-ministro; e de José Saramago, José Saramago – Rota de Vida. É também coautor da coleção de livros de aventuras juvenis intitulada Duarte e Marta.
Para televisão, foi autor, entre outros, dos documentários Por Amor ao Piano, sobre o pianista Sequeira Costa, Maior que o Pensamento, sobre o cantautor José Afonso, Os Mitos da República, A Cantiga Era uma Arma, sobre a música de intervenção antes e após o 25 de Abril (galardoado com o Prémio Autores 2015, da Sociedade Portuguesa de Autores, para o Melhor Programa de Entretenimento de TV), O Arquiteto de Lisboa, sobre o arquiteto Porfírio Pardal Monteiro, Insubmissa, sobre a escritora Natália Correia, e Música de Graça, sobre o compositor Fernando Lopes-Graça.
Cofundador e presidente do Observatório da Imprensa-Centro de Estudos Avançados de Jornalismo (em cujo âmbito foi organizador de vários congressos internacionais de jornalismo de língua portuguesa), teve ainda atividade como professor universitário convidado em cursos de comunicação social.
De 2015 a 2024, integrou o painel do programa televisão de comentário social e político O Último Apaga a Luz, emitido na RTP3 e disponível na RTP Play.

## Livros
- Ramiro Correia, Soldado de Abril (coautoria com Eduardo Miragaia e Manuel Vieira) (1978)[19]
- Freitas do Amaral – O professor virtuoso; Mário Soares – O animal político (1986)[20]
- Portugal Século XX – Crónica em Imagens (10 volumes, 1999-2001)[21]
- Fotobiografias Século XX (direção) (10 volumes, 2001-2003)[22]
- Almada Negreiros (Fotobiografias Século XX) (2001)[23]
- António Oliveira Salazar (Fotobiografias Século XX) (2001)[24]
- Marcelo Caetano (Fotobiografias Século XX) (2002)[25]
- Jornalismo Contemporâneo: Os Media entre a Era Gutenberg e o Paradigma Digital (2007)[26]
- Os Meus 35 Anos com Salazar (coautoria com Maria da Conceição de Melo Rita) (2007)[27]
- Mataram o Rei! – O Regicídio na Imprensa Internacional (coautoria com Reto Monico) (2007)[28]
- Mocidade Portuguesa – Homens para um Estado Novo (2008)[29]
- Crónica de Ouro do Futebol Português (direção) (cinco volumes – 2008)[30]
- Fotobiografias Século XX – Cultura (direção) (8 volumes, 2008-2009)[31]
- Joshua Benoliel (Fotobiografias Século XX – Cultura) (2009)[32]
- A Governanta – D. Maria, companheira de Salazar (2010)[33]
- Um Estádio na Cidade: 50 anos do parque dos jogos 1º de Maio (coautoria com Nuno Domingos) (2010)[34]
- República em Portugal! – O 5 de Outubro Visto pela Imprensa Internacional (coautoria com Reto Monico) (2010)[35]
- A Nossa Telefonia – 75 Anos de Rádio Pública em Portugal (direção) (2010)[36]
- Só um Milagre nos Salva – A verdade sobre a crise portuguesa (2011)[37]
- Duarte e Marta (coleção juvenil, coautoria com Maria Inês Almeida, 6 volumes publicados) (2012-2013)[38]
- Mário Soares: Uma Vida (2013)[39]
- Álvaro Cunhal – O Homem e o Mito (2013)[40]
- Nas Bocas do Mundo – O 25 de Abril e o PREC na Imprensa Internacional (coautoria com Reto Monico) (2014)[41]
- De Abril à Troika – Quatro décadas de democracia que transformaram Portugal (2014)[42]
- 150 Perguntas & Respostas Essenciais sobre a História de Portugal – de Viriato aos nossos dias (coautoria com Maria Inês Almeida) (2016)[43]
- Francisco Pinto Balsemão – O patrão dos media que foi primeiro-ministro (2017)[44]
- Caso Sócrates – O Julgamento do Regime (coautoria com Felícia Cabrita) (2017)[45]
- José Saramago: Rota de Vida – Uma Biografia (2018)[46]
- História Libidinosa de Portugal – Sexo e poder, da fundação aos nossos dias (2019)[47]
- Bolsonaro – Um capitão no Planalto (2020)[48]
- Salazar – A Ditadura de Cátedra (2024)[49]
- O Que Fizemos da Nossa Liberdade – 50 anos de democracia em Portugal (2024)[50]
- Mário Soares: Uma Vida, edição do centenário, revista e aumentada (2024)[51]
- Diogo Freitas do Amaral – A um passo da glória (2025)[52]

## Documentários
- Franco e Salazar: Irmãos Ibéricos (coautoria com Fernanda Bizarro) (2004, editado em DVD em Espanha, em 2006, com o título Franco y Salazar)[53]
- Álvaro Cunhal (realização e guião) (2005, editado em DVD em 2006, com o título Álvaro Cunhal – A Vida de um Resistente; versão internacional: The Last Communist – Life and Times of Álvaro Cunhal)[54]
- É Só Um Minuto (guião) (2005, Grande Prémio do concurso «1 Minuto Einstein», da Universidade do Minho)
- A Voz da Saudade (realização e coautoria do guião com João Pombeiro) (2007)[55]
- Por Amor ao Piano (realização e guião) (2008)[56]
- Maior que o Pensamento (realização e guião) (2011, editado em DVD em 2015)[57]
- Os Mitos da República (realização e guião) (2011)[58]
- A Cantiga Era uma Arma (realização e guião) (2014, editado em DVD em 2016)[59]
- Lá vamos, cantando e rindo… (realização e guião) (2015, editado em DVD em 2018)[60]
- A Ponte aos 50 (coautoria com Jorge Paixão da Costa) (2016)[61]
- O Arquiteto de Lisboa (realização e guião) (2018)[62]
- Insubmissa (realização e coautoria do guião com Filipa Martins) (2021)[63]
- Música de Graça (realização e guião) (2023)[64]

## Controvérsias
Abandonou a direção do semanário Expresso em 1993 por ter colocado numa notícia, sobre a entrada do empresário Joe Berardo no capital da estação de televisão SIC, a informação de que o investidor estava a ser alvo de dois processos por evasão fiscal, o que desagradou ao diretor do jornal, José António Saraiva, e ao seu proprietário, Francisco Pinto Balsemão, acionista principal da SIC.
Em 2016, quando se realizava a edição desse ano dos Jogos Paralímpicos, Joaquim Vieira escreveu o seguinte no Facebook: "Sou só eu a achar que os Jogos Paralímpicos são um espetáculo grotesco, (...) apenas para preencher a agenda do politicamente correto?" O comentário gerou indignação, levando Vieira a ser alvo de insultos e ameaças.